# Ittiti
Gli Ittiti (o Hittiti o anche Etei, Nesiti e Canesiti) furono un popolo di lingua indoeuropea che abitò la parte centro-orientale dell'Asia Minore nel II millennio a.C. È il più noto degli antichi popoli anatolici. Nella seconda metà del XIV secolo a.C. gli Ittiti si affermarono come una delle più importanti e potenti popolazioni del Vicino Oriente antico. Le prime tracce documentali relative agli Ittiti sono contenute in contratti e lettere commerciali dell'età paleo-assira, concernenti i karu, colonie commerciali che gli Assiri impiantarono in Anatolia tra i secoli XX-XVII a.C.

## Fonti
L'ittitologia è una disciplina relativamente recente nel campo degli studi sul Vicino Oriente antico. Per lungo tempo, gli studiosi, sulla base di effimeri riferimenti biblici, hanno ritenuto gli Ittiti un piccolo popolo cananeo, che viveva da qualche parte in Palestina.
I risultati degli studi sulla storia ittita sono in continua evoluzione per la grande quantità di materiale in tavolette d'argilla a disposizione degli studiosi. Gran parte di tale materiale (recuperato principalmente nella capitale Hattuša, presso il moderno villaggio turco di Boğazköy) deve ancora essere tradotto e interpretato. Nel complesso, a Boğazköy sono stati rintracciati circa 30 000 testi tra tavolette e frammenti, appartenenti all'intero arco della storia ittita. Il corpus deriva da diversi archivi amministrativi, palatini e templari, e da biblioteche, soprattutto templari.
Le tavolette ittite di Boğazköy sono state pubblicate soprattutto in due serie principali: Keilschrifttexte aus Boghazköi (in sigla KBo, pubblicata a Lipsia e Berlino) e Keilschrifturkunden aus Boghazköi (in sigla KUB, Berlino). Si tratta di copie delle originali iscrizioni cuneiformi. Gran parte delle tavolette pubblicate fino agli inizi degli anni settanta del Novecento sono state catalogate per tipo e per argomento dallo studioso francese Emmanuel Laroche, nel suo Catalogue des textes hittites, in sigla CTH (Parigi, 1971).
A Maşat Höyük (l'antica Tapikka), in un archivio palatino, sono state rintracciate 116 tavolette, tra lettere e inventari, del tempo del re Shuppiluliuma I (XIV secolo a.C.).
A Ortaköy, dove stanno i resti dell'antica Šapinuwa, una sede reale ittita, sono stati ritrovati quasi 1900 frammenti.
Da Kuşaklı, presso i resti dell'antica Šarišša, sono giunti 40 frammenti dall'archivio del cosiddetto edificio C (forse il tempio del dio della tempesta). Si tratta di documenti della seconda metà del XIII secolo a.C. Da Šarišša provengono anche due lettere del periodo medio-ittita e alcune bullae di tabarna (regnanti) anonimi e di re Tudhaliya.
Altri testi sono stati recuperati da vari centri in Anatolia, in prossimità di Boghazköi: un testo mitologico da Yozgat, un frammento di lettera da Alacahöyük, una donazione del periodo antico-medio ittita da İnandıktepe.
Vi sono poi testi ittiti rintracciati fuori dall'Anatolia, in aree controllate dal Regno ittita:
- Tell Meskene (l'antica Emar, Siria settentrionale): circa 800 tavolette, databili tra la fine del XIV e il XII secolo a.C., provenienti dagli archivi di palazzo, da quattro santuari e da abitazioni private, scritte per lo più in accadico, mentre in misura minore in hurrita; sono, inoltre, presenti due lettere e quattro resoconti di indagini mantiche in ittita.
- Tell Açana (l'antica Alalakh, Turchia meridionale): tre testi in ittita del XIII secolo a.C., accanto a documentazione in prevalenza in accadico.
- Ras Shamra (l'antica Ugarit, sulla costa siriana): testi in ittita del XIII secolo a.C., accanto a documentazione in prevalenza in accadico, in sumero e in ugaritico.

Infine, tra le Lettere di Amarna, figurano due testi in ittita: una missiva inviata dal faraone Amenofi III al re di Arzawa, Tarhuna-Radu, (EA 31) e una inviata dal re di Arzawa al Faraone (EA 32).

## Problemi storiografici

### Etnonimo

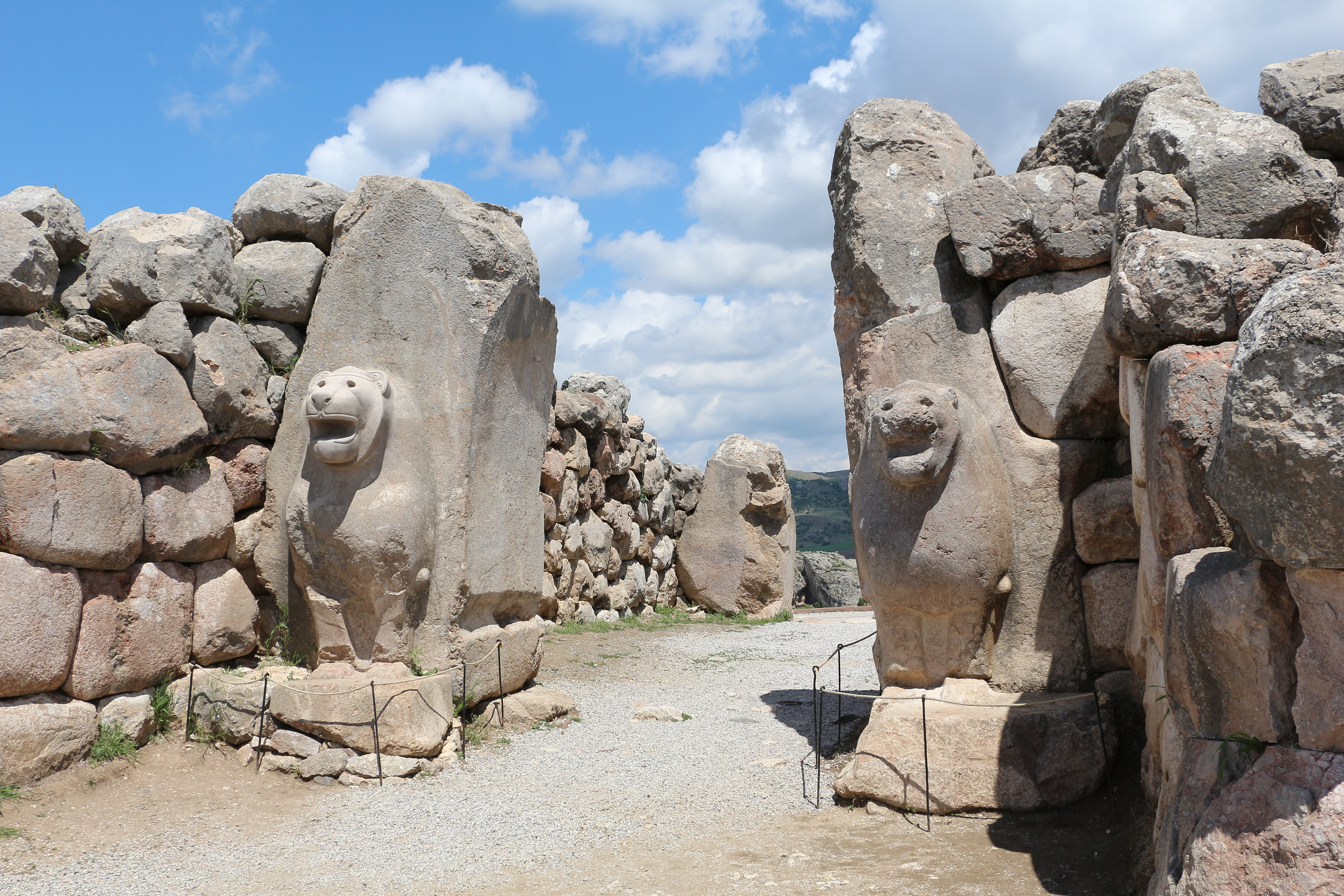
La Porta dei Leoni a Hattuša, la capitale ittita

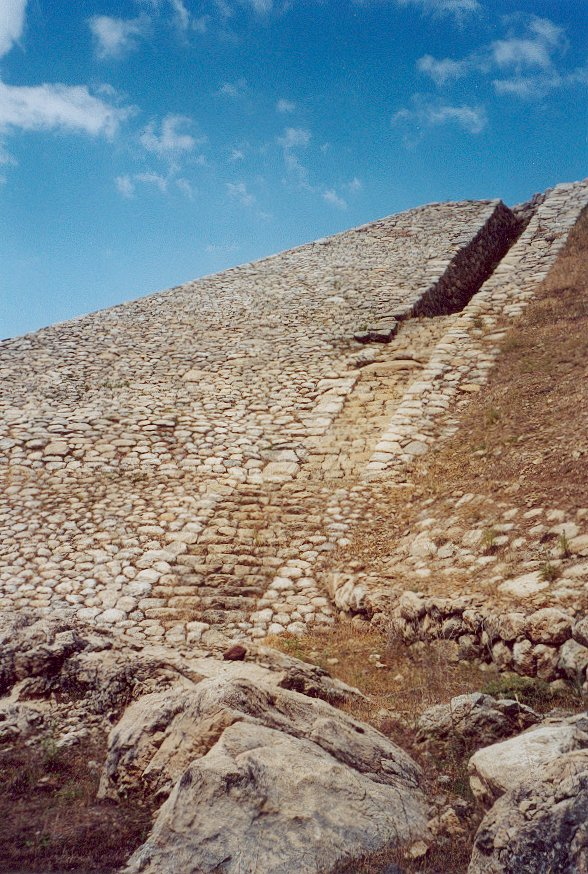
Bastioni di Yerkapi a Hattuša

Il nome 'Ittiti' è nato in epoca moderna e nasce da un equivoco, risultato da una serie di assunti fatti propri dagli studiosi del tardo XIX secolo (tra questi i britannici Wright e Sayce, e il francese Scheil) e poi risultati errati. La civiltà che chiamiamo oggi "ittita" ebbe un ruolo importantissimo nel Vicino Oriente del II millennio a.C. e scomparve intorno al 1200 a.C., in circostanze non chiare (da mettere comunque in relazione all'arrivo dei Popoli del Mare e al generale Collasso dell'Età del Bronzo). Da questo collasso emersero, nel I millennio a.C., alcuni stati (detti oggi Stati neo-ittiti), situati tra il Tauro e il Monte Amano, nell'area di confine tra le odierne Turchia e Siria. Tali stati mantennero una delle lingue e alcune caratteristiche dei propri antenati, in un'area allora caratterizzata dalla prevalenza di un nuovo gruppo etnico, gli Aramei. Quest'area era indicata dagli Assiri dell'epoca con il toponimo Paese di Hatti (o anche semplicemente Hatti o anche Qatti o Khatti; KUR URUHatti). Tale toponimo fu poi adottato dalla Bibbia ad indicare quest'area della Siria storica (quindi non l'area anatolica che rappresentava in effetti la sede della civiltà del II millennio a.C.) e ittiti "biblici" sono Uria (ʾŪrīyyā haḤītī o Uria ha-Hitti, cioè 'Uria l'ittita') e la moglie Betsabea.
Fu proprio dalla Bibbia che gli studiosi ottocenteschi trassero il termine ebraico hitti (nella Septuaginta χετταĩος; nella Vulgata hetaeus), collegandolo al toponimo KUR Hatte e alla nisbe hattū ('ittita') dei documenti neo-assiri e neo-babilonesi, oltre che al toponimo egizio kheta (o h(e)ta o anche hita) del II millennio, tutti derivati dall'endonimo Hatti.
Da un lato, non è certo che l'ebraico hitti sia davvero collegabile all'endonimo Hatti; dall'altro, come detto, la Bibbia si riferisce all'area siriana degli Stati neo-ittiti (o "siro-ittiti"), non all'Anatolia del II millennio. Quando, all'inizio del XX secolo, vennero fuori i primi resti della civiltà ittita presso il villaggio turco di Boğazköy (cioè l'antica capitale Hattusha), gli studiosi del tempo compresero di avere a che fare con una lingua sconosciuta e la battezzarono "ittita" (in quanto lingua degli Ittiti). Nel tempo, gli studiosi si resero però conto che questa popolazione si riferiva al proprio idioma con le locuzioni našili, nišili o nešumnili, cioè 'nesita' o, più specificamente, 'come dicono a Neša' o 'nella lingua di Neša' (cioè Kanesh, centro della Cappadocia che rappresentava una delle maggiori città ittite), mentre l'espressioni hattili (cioè 'nella lingua di Hatti', quindi 'in hattico') si riferiva al hattico, una lingua non indoeuropea, parlata dai Hatti, un popolo indigeno dell'Anatolia già presente nell'area prima del coagulo dell'antico regno ittita.
Denominazioni filologicamente più corrette, come 'canesico' (o 'nesico') e 'canesita' (o 'nesita') per indicare la lingua ittita o 'Canesiti' (o 'Nesiti') per indicare il popolo sono state talvolta usate, ma senza mai prendere piede, anche perché la denominazione tradizionale ha comunque un suo valore storico-politico (cioè il riferimento al Paese di Hatti).

### Periodizzazione
La storia del popolo ittita viene abitualmente divisa in due fasi: Antico Regno (1650-1430 a.C. ca.) e Nuovo Regno (1430-1200 a.C. ca.), con eventualmente una fase intermedia. Mancano nella storia ittita, tuttavia, cesure tali da giustificare una divisione in periodi diversi (come accade invece per la storia egizia e assira). Durante i 500 anni della storia ittita questo popolo fu governato da re appartenenti tutti a un ristretto numero di famiglie imparentate tra loro. La storia dei reali ittiti fu comunque funestata da numerose congiure e usurpazioni, ma non sono dimostrabili veri e propri cambi dinastici. Di certo, sussiste molta incertezza sui sovrani che regnarono tra Telipinu e Tudhaliya I.
L'adozione di una fase intermedia (Medio regno, 1500-1400 a.C.) risponde in genere alla tendenza a rifarsi eccessivamente al modello egizio, ma anche alla constatazione della fase oscura per il XV secolo, dopo Telipinu.

### L'Anatolia nell'antica età del bronzo

Il Vicino Oriente antico nel III millennio a.C. L'area tra il fiume Halys (moderno Kızılırmak) e la costa meridionale del Mar Nero ospitò le prime civiltà del Bronzo antico anatolico.

Tra la fine del IV millennio e la fine del II millennio a.C., l'Anatolia fu teatro di importanti culture. È possibile distinguere una regione a nord-ovest, con Troia come centro rappresentativo, una regione centrale (Alişar Hüyük, Alacahöyük ecc.), una regione sud-occidentale (Beycesultan), una regione corrispondente alla Cilicia di età classica, con Mersin e Tarso, una regione a sud-est (Arslantepe, Norşuntepe ecc.). Altre aree sono state individuate in modo meno preciso: Eskişehir, pianure di Konya e Ponto.
Rispetto all'Età del rame, il Bronzo antico non stacca in modo improvviso; in particolare, non si segnalano immigrazioni nell'area anatolica, fatta eccezione per l'area che verrà poi chiamata, in età classica, Cilicia. Il tratto caratteristico dell'età del bronzo (una periodizzazione di natura archeologica) è appunto l'apparizione del bronzo, una lega metallica di rame e stagno fino al 10% più durevole del solo rame. Tale apparizione avrà profonde conseguenze sulla storia dell'Anatolia, la quale aveva abbondanti depositi di rame, piombo, nichel e arsenico, ma probabilmente non di stagno, che la regione doveva procurarsi forse interamente da altre aree (ma quali fossero è controverso: forse dal sud-est della Mesopotamia e dalla Siria). Tali bisogni commerciali rendevano sempre più importante il consolidamento di strutture amministrative in grado di regolare i commerci.
Nell'Anatolia centrale si erano sviluppati diversi centri abitati piuttosto floridi, in particolare dalla riva meridionale del Mar Nero all'area subito a sud del fiume Halys (che gli Ittiti chiameranno Marrassantiya). Del più rappresentativo (sito nei pressi della moderna Alacahöyük e fondato alla fine dell'Età del rame) non è noto il nome antico. Altri centri importanti erano Hattus (sito della futura capitale ittita Ḫattuša), Zalpa e Kanesh. Il fenomeno di urbanizzazione dell'Anatolia, sviluppatosi a partire dalla tarda Età del rame, sembra culminare nel Bronzo antico II senza soluzione di continuità. Intorno al 2300, però, vi è traccia di sconvolgimenti tali che, a quanto sembra, poche delle comunità fiorenti nel Bronzo antico II sopravvissero. Questi sconvolgimenti sono da taluni attribuiti all'arrivo nell'area di popoli indoeuropei.

### Popoli di lingua indoeuropea in Anatolia

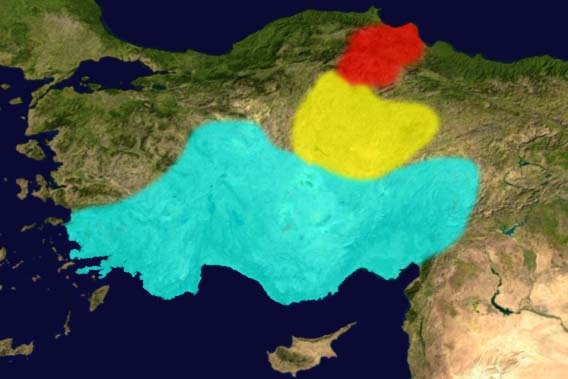
Gli Ittiti (in giallo) nel II millennio a.C., accanto agli altri popoli anatolici della regione: i Palaici (in rosso) e i Luvi (in azzurro)

Verso la fine del III millennio, in Anatolia c'erano almeno tre popolazioni che parlavano lingue indoeuropee: i Luvi nell'ovest e i Palaici nel nord, mentre al centro e ad est si parlava una lingua detta nesita. I nomi dei Luvi e dei Palaici derivano dal modo in cui le fonti cuneiformi di Hattusha indicavano le loro lingue: luwili ('nella lingua di Luvia'), palaumnili ('nella lingua di Pala') e nešili (o našili o anche nišili, 'nella lingua di Neša'). È stato attraverso la diffusione di toponimi, teonimi e antroponimi nelle rispettive lingue che gli studiosi hanno stabilito dove queste popolazioni erano collocate nella penisola anatolica.
Non c'è consenso sul luogo di origine di questi popoli di lingua indoeuropea. Sono state avanzate diverse ipotesi: l'Anatolia orientale, il Caucaso meridionale o l'Alta Mesopotamia (quindi da est) oppure la Russia meridionale, la costa settentrionale del Mar Nero (quindi da nord) oppure ancora l'Europa centrale o i Balcani (quindi da ovest). Tanto meno c'è consenso sulla data di arrivo di questi popoli. Alcuni ritengono che sarebbero arrivati nel III millennio. Diverse sono anche le sequenze proposte: prima i Luvi e poi gli altri oppure prima i Palaici o i Nesiti e poi i Luvi oppure ancora tutti in massa, in un unico movimento migratorio, seguito da una dispersione. Secondo altri, tale movimento migratorio non sussiste o comunque sarebbe avvenuto moltissimo tempo prima.

### I Hatti e l'insediamento indoeuropeo in Anatolia
Almeno fin dai tempi di Sargon di Akkad (2335-2279 a.C. secondo la cronologia media), l'area anatolica era indicata come "Paese di Hatti" (o Khatti). In genere, gli studiosi ritengono che la popolazione predominante in Anatolia nel III millennio a.C. avesse carattere indigeno, pre-indoeuropeo: tale popolazione viene chiamata convenzionalmente Hatti (o Khatti) o "Pre-Ittiti". L'esistenza di una civiltà hattica è suggerita da fonti ittite in cui appare il riferimento ad una lingua non indo-europea (ḫattili, 'nella lingua di Hatti'). I pochi resti di questa lingua hanno carattere soprattutto religioso: sono presenti teonimi, toponimi e antroponimi.
L'archeologo turco Ekrem Akurgal ha avanzato l'ipotesi che le sepolture di Alacahöyük, con i suoi 'stendardi reali', abbiano carattere indoeuropeo. In particolare, Akurgal sostiene che i manufatti di Alacahöyük sarebbero stati prodotti sì da manodopera hattica, ma che diversi simboli teriomorfi e i dischi solari presenti nell'arredo funerario richiamerebbero manufatti ritrovati a Horoztepe e a Mahmatlar, nella zona del Ponto, e sarebbero indoeuropei. Le tombe, poi, sempre secondo Akurgal, ricordano le sepolture micenee e quelle frigie di Gordion e Ankara. Le salme apparterrebbero allora a membri nobili di cultura Kurgan giunti in Anatolia dalla zona della moderna Majkop, nella Russia meridionale. Questi "principi ittiti" si sarebbero mossi verso l'Anatolia intorno al 2200 a.C., mettendosi a capo della locale popolazione hattica. La teoria di Akurgal ha trovato molti oppositori, i quali osservano che non c'è traccia di un'invasione indoeuropea dell'Anatolia e che non è nemmeno provato che gli Ittiti, che pure parlavano una lingua indoeuropea, fossero etnicamente indoeuropei.
Nel complesso, dunque, la storia dell'insediamento di popoli di lingua indoeuropea in Anatolia è piuttosto oscura. Non vi sono prove di un influsso significativo di una popolazione straniera (indoeuropea o meno). Non è certo che la cultura dominante dell'Anatolia dell'antica età del bronzo fosse hattica e non già indoeuropea. Non è chiaro quando gli indoeuropei siano arrivati, se un secolo prima della loro apparizione nelle fonti scritte o se un millennio prima o se millenni prima. La presenza indoeuropea è comunque certa ad un dato punto (alla fine del III millennio), come attestano gli antroponimi che appaiono negli archivi di colonie commerciali paleo-assire in Anatolia (karum) dell'inizio del II millennio (XX-XVIII secolo a.C., media età del bronzo). Appare anche chiaro che le tre lingue indoeuropee attestate in Anatolia (palaico, luvio e nesita) erano assai simili tra loro, il che fa pensare che i popoli che le parlavano erano in contatto reciproco prima di giungere in Anatolia e tali rimasero anche nelle nuove sedi (se fossero giunti a distanza di secoli l'uno dall'altro, le differenze linguistiche sarebbero state più marcate). L'ipotesi più probabile è che la dispersione indoeuropea in Anatolia sia avvenuta nel corso del III millennio ed è possibile che la distruzione dello strato IIg di Troia sia da mettere in relazione con l'arrivo dei Luvi.

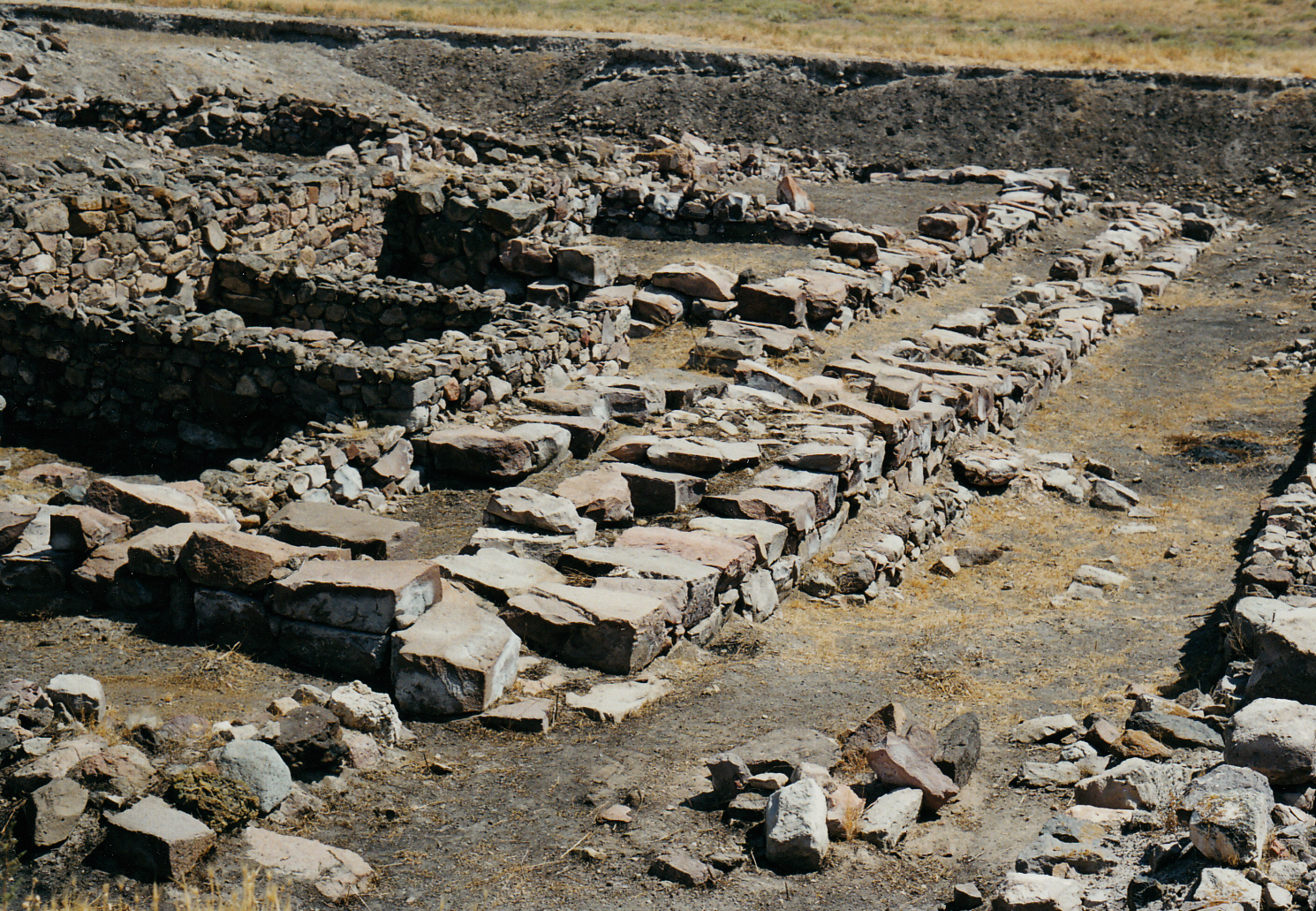
Il karum di Neša

I karu paleo-assiri si trovavano nell'Anatolia orientale. Questa rete di colonie aveva il proprio centro nella città di Kanesh (Neša), posta appena a sud del fiume Halys. La maggior parte dei nomi ritrovati nella documentazione assira del karum di Neša sono indoeuropei; ciò ha indotto gli studiosi a ritenere che Neša fosse un centro indoeuropeo, in conflitto con altri centri hattici fino al loro totale assorbimento. In realtà, non sappiamo se l'elemento etnico abbia avuto un ruolo, anche perché non è nota l'etnia dei signori dei centri anatolici della media età del bronzo né quella dei loro sudditi. È invece possibile che l'Anatolia degli inizi del II millennio a.C. fosse multietnica, con elementi hattici, indoeuropei e hurriti.
In ogni caso, la lingua indoeuropea poi adottata come lingua ufficiale del regno ittita lungo tutta la propria storia prese il nome di nesita da Neša. È possibile che proprio il ruolo commerciale di Neša abbia promosso il nesita come lingua franca nell'area, anche in virtù della sua compatibilità con il luvio.

### La dubbia identità del popolo ittita
Il regno ittita fu fondato nel XVII secolo a.C. e durò circa 500 anni. La lingua nesita (indoeuropea) sarebbe divenuta la lingua ufficiale del regno. Usata per vari scopi, religiosi e secolari, era la lingua usata dai re ittiti per comunicare con i propri governatori e ufficiali. Sembra naturale pensare che il nesita fosse la lingua madre dei re di Hattusha. Lo studioso tedesco Gerd Steiner ha però avanzato l'ipotesi che così non fosse. Per spiegare ciò, Steiner ha supposto che il nesita si affermò come lingua franca dell'area proprio in ragione della sua importanza commerciale (legata al karum di Neša) e della sua compatibilità con il luvio. Il nesita, conclude Steiner, si affermò come lingua amministrativa al consolidarsi del regno ittita. A tale teoria si può obiettare che l'evoluzione del nesita lungo i 500 anni di storia ittita sembra corrispondere a quella di una lingua di popolo più che a quella di una lingua amministrativa.
Un'altra ragione per il continuato uso del nesita è stata avanzata dall'ittitologo australiano Trevor R. Bryce, che riprende alcune suggestioni di Steiner. La teoria di Bryce parte dalla considerazione che la linea dinastica ittita ruotò sempre intorno ad un numero alquanto ristretto di famiglie; dato per buono che i primi membri della dinastia ittita parlavano il nesita, è possibile supporre che il mantenimento di tale lingua nell'ambito della corte reale giovasse al senso di continuità dinastica, in particolare se si considera la grande instabilità politica e il ruolo delle usurpazioni nella storia del regno. La continuità linguistica, nota Bryce, non va associata ad una continuità etnica, ma rappresenta "la conservazione di un'importante tradizione dinastica". Le famiglie appartenenti alla schiatta reale, continua Bryce, appartenevano ad etnie diverse (Hatti, Luvi, Hurriti): gli antroponimi di queste famiglie reali non suggeriscono alcuna esclusività etnica. Ciò però non indicherebbe che il nesita fosse confinato all'élite reale. Esso sarà stato infatti usato dai livelli più elevati della gerarchia amministrativa, inclusi gli scribi, ma anche dalla popolazione della capitale, Hattusha, e dai governatori regionali, rimanendo comunque una tra tante lingue parlate nel regno. Secondo questa teoria, dunque, l'etnonimo "Ittiti" non rinvia ad un popolo unito etnicamente o linguisticamente, ma ad una popolazione accomunata dal fatto di vivere nel Paese di Hatti (e così, del resto, essi stessi si definivano, non con un etnonimo politico o etnico, ma meramente geografico: 'gente del Paese di Hatti', un nome che forse esisteva già prima di qualsiasi presenza indoeuropea nell'area).

## Storia

### Le colonie mercantili assire
Il Bronzo medio inizia intorno al 2000 a.C. e appare come un periodo florido per l'Anatolia. Nella regione si sviluppò un'imponente rete commerciale assira, tesa ad accaparrarsi le riserve minerarie anatoliche. La rete aveva i propri estremi nella città assira di Assur e nelle pianure di Konya. I mercanti assiri costituirono tale rete in accordo con i signori anatolici, cui pagavano tasse e pedaggi, finendo per costituire delle colonie poste alla periferia di diversi centri. Queste colonie erano dette karu (al singolare, karum) e la più rilevante si trovava intorno alla città di Kanesh, da cui sono state tratte numerose tavolette che documentano i commerci. Gli Assiri vivevano in pace con la controparte anatolica, in molti casi si trasferivano con la famiglia nella regione o sposavano donne anatoliche. Il karum non aveva solo carattere residenziale, ma funzionava anche come una sorta di camera di commercio, fissando prezzi, mediando crediti, organizzando i trasporti.
La storia dei karu assiri in Anatolia può essere divisa in due periodi, uno pacifico e florido, e un altro più turbolento. I due periodi sono divisi da un evento calamitoso, che si concluse con il karum di Kanesh distrutto dal fuoco. Seguirono 30 anni in cui la colonia fu abbandonata, per poi essere ricostruita. Il primo periodo (livello II del karum di Kanesh), databile in base a fonti assire, corrisponde ai regni di Erishum I, Sargon I e Puzur-Ashur II, mentre il secondo (livello Ib del karum di Kanesh), contemporaneo al "regno dell'Alta Mesopotamia" di Shamshi-Adad, dovette concludersi ancora una volta nel fuoco ai tempi del re babilonese Samsu-iluna (figlio e successore di Hammurabi).
Al tempo del secondo periodo del karum di Kanesh va attribuito l'operato di Pithana e Anitta, due dinasti originari dell'importante centro anatolico di Kushshara. Seguì poi un'età oscura, che precedé il sorgere nell'Anatolia centrale dell'antico regno ittita.
La relazione tra l'Anatolia dei karu e il posteriore mondo ittita è assai forte. Un esempio è relativo alla produzione ceramica. Lo stile detto "ittita", quando fu per la prima volta rintracciato in Anatolia, si sviluppò nel periodo delle colonie assire. L'arte figurativa di questo periodo sarà il nucleo su cui si fonderà la successiva arte ittita.

### Antico Regno
I precursori del regno ittita furono il re Pithana ed il figlio Anitta, sovrani di Kuššara, nel XVIII secolo a.C. Pithana riuscì a conquistare la città di Kanesh. Questo fu l'embrione dell'impero ittita ed il primo nucleo unitario per questo popolo fino ad allora organizzato in città-stato indipendenti. 
Anitta estese il dominio conquistando Hattuša e distruggendola, portando i confini del regno fino a Zalpa/Zalpuwa sul Mar Nero. Inoltre trasferì la corte da Kuššara a Kanesh, dove un suo palazzo è documentato.
Gli immediati successori di questi due sovrani sono mal conosciuti.
Dalla stessa città di Kuššara provenne la dinastia che diede vita al primo grande regno ittita. Ne fu iniziatore il re Labarna I (circa 1680-1650 a.C.), figura in parte leggendaria, additata dai successori come modello di buon governo e di successo politico e militare. Con Labarna vennero conquistati vari regni e Kuššara ritornò capitale di un vasto Stato, che toccava forse il Mediterraneo.
Il successore, Hattušili I (o Labarna II), dopo avere trasferito la capitale a Hattuša (circa 1650-1620 a.C.), marciò contro Sanahuitta e la conquistò. Mosse poi contro Zalpa e la distrusse. Egli continuò l'espansione militare sia verso ovest sia verso la Siria settentrionale, con la conquista di Ursum, Hassum, Hahhum ed Alalakh. Lo Stato ittita venne così a fronteggiare il potente regno di Yamkhad (Aleppo) con il quale iniziò una dura competizione. Ai successi militari non si accompagnò la solidità politica interna; lo attestano una rivolta generale verificatasi mentre il re era impegnato contro Arzawa e soprattutto il Testamento di Hattušili, con il quale il re diseredava i suoi discendenti diretti e designava come erede un nipote adottato come figlio, Muršili I, denunciando le trame all'interno della corte e della famiglia reale.
Muršili I (circa 1620-1590 a.C.) proseguì l'espansione verso sudest, realizzando la conquista e annessione di Aleppo, ed anche una fortunata spedizione contro la lontana Babilonia, dalla quale riportò un ricco bottino e grande prestigio.
Lo stato ittita in questa fase (detta "Antico Regno") mostrò vitalità ed energia sul piano militare, ma anche una forte instabilità. Il re doveva difendere il suo potere dall'ingerenza della potente cerchia nobiliare e dell'assemblea, il panku, il cui compito era forse di eleggere il nuovo sovrano in base alle sue gesta eroiche in battaglia, una volta morto quello in carica.
I contrasti interni presto si aggravarono: Muršili I fu ucciso dal cognato Hantili I, che gli succedette sul trono, dando inizio ad una lunga serie di torbidi e, al contempo, alla decadenza del regno antico (i possedimenti siriani andarono perduti).

#### Decadenza dell'Antico regno
Congiure a catena fecero salire al trono Zidanta I (che uccise il figlio di Hantili), poi Ammuna (che uccise suo padre Zidanta), poi Huzziya I, infine Telipinu (circa 1525-1500 a.C.). Quest'ultimo si presentò come restauratore dell'ordine, descrisse a tinte fosche il regno dei suoi predecessori e promulgò un testo per regolare la successione al trono. 
Sul piano internazionale lo Stato non aveva più la preminenza assoluta neppure in Anatolia, come mostrano trattati stretti su un piano paritetico tra i re ittiti e quelli di Kizzuwatna. La situazione peggiorò ulteriormente per l'ascesa del regno di Mitanni che attirò nella sua sfera di influenza sia Aleppo sia Kizzuwatna.

### Medio Regno
Il Medio Regno, che iniziò alla morte di Telipinu, si aprì con un periodo per il quale non disponiamo ancora di fonti accurate e che sembra essere stato nuovamente caratterizzato da conflitti interni e sconfitte. 
Il primo sovrano documentato, con cui Hattuša recuperò floridezza e stabilità fu Tudhaliya I/II, che condusse numerose campagne anatoliche (contro Arzawa, la confederazione di Aššuwa, i Kaska del Mar Nero, gli Hurriti e la regione di Išuwa) e fu, infine, autore della presa di Aleppo (persa dopo il regno di Muršili I). La conquista di Kizzuwatna determinò l'introduzione di elementi hurriti nella cultura ittita, fra cui l'uso del doppio nome ittita-hurrita dei sovrani e delle loro consorti. Al regno di Tudhaliya va ricondotto anche il primo trattato con l'Egitto (Trattato di Kuruštama), che prevedeva l'invio di artigiani ittiti in quel paese, in segno di amicizia.
Successore di Tudhaliya fu Arnuwanda I, per il quale la fonte principale è costituita dagli Annali, che narrano di come egli fosse stato scelto da Tudhaliya I/II nonostante non fosse suo figlio, bensì il genero, marito di Asmunikal, figlia del re e della regina Nikkalmati. 
In seguito vi fu un periodo caratterizzato da guerre e incursioni nemiche in cui Aleppo e le città siriane andarono nuovamente perdute dopo la fine dei conflitti tra l'Egitto e Mitanni. Il Medio Regno si concluse con il regno di Tudhaliya III, ampiamente documentato dalle tavolette ritrovate nei siti di Hattuša, Maşat (antica Tapigga) e Ortaköy (antica Šapinuwa). Le incursioni dei Kaska a nord e soprattutto l'avanzata da ovest di Arzawa, che sotto la guida di Tarhuna-Radu sottrasse l'area centro anatolica al controllo ittita, provocarono molte perdite territoriali. La capitale venne probabilmente spostata a Šamuha, la cui collocazione è ancora sconosciuta, dopo il saccheggio e l'incendio di Hattuša. Di questo periodo sono le due lettere scambiate tra la corte di Arzawa e quella faraonica, scoperte nel sito di Tell Amarna che testimoniano come gli Ittiti avessero perso la supremazia in Anatolia.

### Nuovo Regno

#### Šuppiluliuma I e Muršili II
Il figlio di Tudhaliya, Šuppiluliuma I (circa 1350-1322 a.C.), ristabilì la sicurezza del territorio ittita lottando contro i barbari Kaska del nord anatolico, e portò poi il regno ad una posizione di preminenza quale mai aveva raggiunto. Con l'Egitto giunse a un accordo per la spartizione della Siria, mentre la trasformazione di Mitanni in regno vassallo causò attriti con l'Assiria.
Muršili II (circa 1321-1295 a.C.) fu impegnato soprattutto all'ovest, contro i vari regni di Arzawa ai quali impose trattati di vassallaggio: gli Annali del re mostrano che la conservazione dell'impero era ottenuta solo a costo di continue spedizioni militari.

#### Muwatalli e la Battaglia di Qadeš
Muwatalli II (circa 1295-1272 a.C.) si scontrò ben presto con l'Egitto del giovane Ramses II, il quale cercò di sottrarre agli Ittiti alcuni dei possedimenti siriani, in modo particolare l'area di Qadeš ed il regno di Amurru. I due sovrani si affrontarono nella Battaglia di Qadeš (circa 1274 a.C.) che, pur conclusasi senza una vittoria netta da parte di nessuno dei due contendenti, vide gli Ittiti rientrare in possesso dei territori di Qadeš e Amurru. La battaglia fu rivendicata come vittoriosa sia dagli Ittiti che dagli Egizi.
In politica interna, Muwatalli si rese protagonista dello spostamento della capitale, che da Hattusa fu trasferita più a sud, a Tarhuntassa. Il sovrano affidò al fratello Hattušili III la difesa del nord dell'impero contro i nomadi Kaska.

#### Gli ultimi re

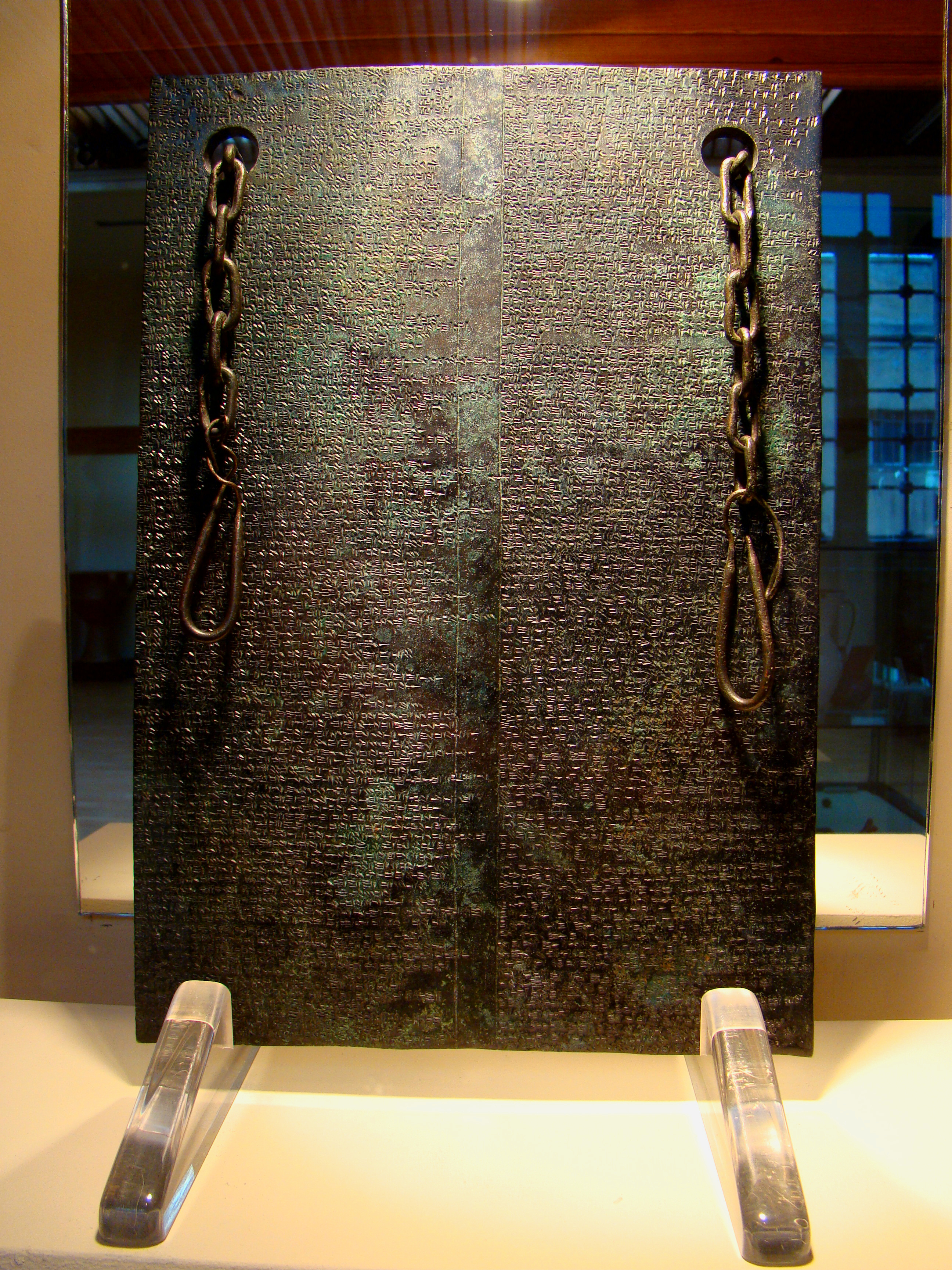
Tavola di bronzo con scrittura cuneiforme che riporta il trattato di pace tra Tudhaliya IV e Kurunta di Tarhuntassa (1235 a.C.)

Dopo il breve regno di Muršili III, Hattušili III prese a sua volta il potere (circa 1265-1237 a.C.) e mutò politica siglando un trattato di pace con Ramses II (1259 a.C.) al quale diede, successivamente, in moglie (1246 a.C.) sua figlia suggellando così un'alleanza che in effetti non venne più turbata. Tudhaliya IV (circa 1237-1209 a.C.) poté così riservare tutte le sue energie allo scontro con l'Assiria, che aveva annesso Mitanni e fronteggiava gli Ittiti sull'Eufrate.
La frontiera dell'Eufrate resistette, ma l'impero cominciò a disintegrarsi dall'interno: i vassalli siriani dipendevano ormai dai governatori (di origine ittita) di Karkemiš ed Aleppo, mentre nel sud-ovest anatolico gli Ittiti ebbero non pochi problemi con alcune popolazioni, primi fra tutti i Lukka, come mostrano le iscrizioni in geroglifico di Tudhaliya IV.
Gli ultimi re ittiti, Arnuwanda III (circa 1209-1207 a.C.) e Šuppiluliuma II (circa 1207-1180 a.C.) sembrarono preoccupati soprattutto di assicurarsi la fedeltà sempre più sfuggente dei vassalli e dei funzionari di corte.

### Il collasso dell'età del Bronzo e l'invasione dei Popoli del mare
La fine dell'impero Ittita, intorno al 1170 a.C., ebbe luogo nel contesto del Collasso dell'età del bronzo nel Mediterraneo orientale e nel Vicino Oriente. Tra le cause di tale crisi, che sono ancora oggetto di dibattito tra gli storici, ci furono gli attacchi dei cosiddetti popoli del Mare (Lici, Achei-Micenei, Filistei, Frigi). L'impatto di queste genti fu causa di profonde trasformazioni nell'area del Mar Egeo e nel Vicino Oriente dove, con l'eliminazione dell'impero Ittita e l'indebolimento di quello Egiziano, favorì l'emergere dell'impero neo-assiro.
Esistono diversi indizi di una crescente instabilità interna ed esterna all'impero nei suoi ultimi cento anni di vita, e potrebbero esserci state lotte di successione e guerre fratricide (come quella che aveva estromesso Muršili III). Minacciosa per gli Ittiti fu la crescita di potere degli Assiri, che sconfissero il figlio di Hattušili III, Tudhaliya IV, che perse l'egemonia su diversi stati cuscinetto e alleati/rivali come Mitanni e gli Hurriti. 
L'ultimo re Ittita conosciuto, Šuppiluliuma II (1207-1178 a.C. circa) succeduto al fratello Arnuwanda III, non si sa se pacificamente o dopo scontri dinastici, costruì una grande flotta da guerra e riuscì a conquistare Cipro. Inoltre, sembra che avesse saccheggiato, per motivi ignoti, la città di Tarhuntassa, che era stata una delle capitali dell'impero. Indice forse di guerre civili e scontri interni. 
Il successivo Kuzi-Teshub (figlio del governatore di Karkemiš) non fu imperatore, e nemmeno rivendicò tale titolo (accontentandosi del titolo di "grande re"), ma fu sovrano di un piccolo regno neo-ittita, sorto dopo che Hattuša era già stata saccheggiata (forse a opera dei Kaska), bruciata e abbandonata.
Diverse popolazioni anatoliche e balcaniche iniziarono a premere con maggior forza sulle frontiere. Si trattava dei Kaska (nemici tradizionali che vivevano sul Mar Nero), dei Frigi (probabilmente stanziati nei Balcani ancora nel 1300 a.c., ma che durante l'età del ferro occupavano parte del cuore del vecchio impero Ittita), dei Traci e dei Bryges (il ramo dei Frigi poi rimasto nei Balcani).
Gli Assiri combatterono diverse campagne a partire dal regno di Tiglath-Pileser I verso il 1160 a.c. contro i Mushku ( che sono identificati con i Frigi) ed i Kaska, indice del fatto che già in quell'epoca buona parte dell'impero Ittita fosse occupata da questi popoli. 

### Gli Stati neo-ittiti

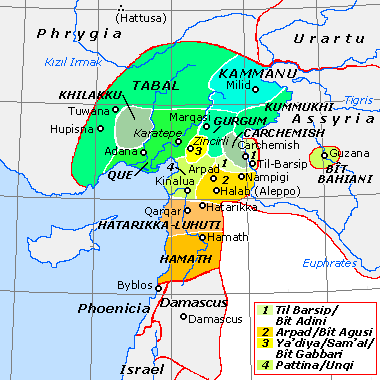
Gli Stati neo-ittiti

La fine dell'impero non coincise con la fine della storia ittita. Nella situazione politicamente ed etnicamente mutata dopo il 1200 emerse tutta una serie di piccoli Stati detti "neo-ittiti", caratterizzati dall'uso della scrittura geroglifica anatolica nelle iscrizioni monumentali.
Stati neo-ittiti furono presenti in Siria (Karkemiš, Hattina), in Cilicia (Que, Hilakku), nell'alto Eufrate (Kummuh, Melid, Gurgum) ed in Cappadocia (Tabal, che fu l'unico di una certa estensione).
Tra i secoli XI e IX una situazione internazionale abbastanza fluida permise loro notevole libertà di esistenza, ma con il crescere della potenza dell'Impero neo-assiro la loro sorte fu segnata.
La vittoria di Tiglatpileser III sugli Urartei (743 a.C.) rese gli Assiri padroni della zona neo-ittita, e i singoli Stati dovettero capitolare e furono ridotti a province dallo stesso Tiglatpileser, e dai suoi successori Salmanassar V e Sargon II tra il 740 e il 710 a.C..
Il nome degli Ittiti fu ancora usato per qualche secolo, con un significato diverso: gli Assiri continuarono a chiamare Hatti la Siria settentrionale e poi estesero il nome a tutta la regione siro-palestinese, e nell'Antico Testamento gli Ittiti figurano come una delle popolazioni che abitavano la Palestina prima della conquista israelitica.

## Politica

### Figura del sovrano
Secondo la titolazione regale il sovrano era re della Terra di Hattuša, gran re, re di Hatti e signore di Kuššara, almeno a partire da Hattušili I. Il sovrano sedeva su un trono di ferro, considerato molto più prezioso dell'oro durante l'età del bronzo, perché pochi erano in grado di lavorarlo.

### L'editto di Telipinu
Spesso ci si riferisce al cosiddetto "editto di Telipinu" come alla più antica costituzione scritta al mondo. Venne introdotto nel XVI secolo a.C. dal re Telipinu.
Durante il suo regno il sovrano cercò di mettere un freno alle frequenti usurpazioni del trono e regicidi che si stavano verificando ormai da decenni all'interno della monarchia Ittita; innanzitutto il re mandò al confino i suoi possibili usurpatori, senza però ucciderli. Infatti il sovrano credeva che il miglior modo per bloccare gli spargimenti di sangue fosse abolire la pena di morte.
La pena di morte fu abrogata, tranne che per l'adulterio femminile, per il furto ai danni dei templi e per l'omicidio (in questo caso, i parenti della vittima avrebbero scelto la pena da applicare, tra cui anche l'uccisione dell'assassino, che poteva venire respinta dal re decretando un risarcimento.
La legislazione penale ittita non applicava la Legge del taglione.

## Religione
La religione ittita era politeista, con un'elaborazione originale di elementi ittiti e pre-ittiti, uniti ad influssi mesopotamici e hurriti.

### La religione dell'impero
Secondo alcuni, la religione sarebbe stata la ragione dell'edificazione dell'impero, e sarebbe pertanto in essa la chiave della concezione imperiale ittita. 
Punto di partenza sarebbe stata la situazione politico-sociale che gli Ittiti avrebbero trovato in Anatolia: una costellazione di città-stato templari, di tipo mesopotamico, ossia comunità territoriali facenti capo ad un tempio. Gli dei erano Tarhunta, Almahasuitta e Siunasummi.
La penetrazione o la conquista del Paese da parte degli Ittiti sarebbe consistita nella loro sostituzione agli indigeni nel governo dei templi e delle comunità che ne dipendevano. In altri termini, gli Ittiti si sarebbero messi al servizio degli dèi che ordinavano territorialmente l'Anatolia. L'espressione "servi degli dei" fu in effetti la definizione che essi diedero di sé.
Secondo questa linea di pensiero l'acquisizione territoriale si sarebbe sviluppata come acquisizione di un numero crescente di servizi divini. Colui che era diventato il capo della comunità templare di Hattuša si sarebbe imposto gradatamente ai capi delle altre città templari. L'Anatolia sarebbe diventata il Paese di Hattuša e gli abitanti sarebbero diventati sudditi, sia pure tramite i templi cui facevano capo, di questa nuova figura di monarca-sacerdote.

### Il re-sacerdote
Il re ittita sarebbe stato in realtà un sacerdote: l'unico che avrebbe potuto sacrificare direttamente agli dei. Chiunque altro avrebbe dovuto ricorrere a sacerdoti specializzati. La fonte del suo potere sarebbe stata il servizio che prestava a tutti gli dei che avevano sede in Anatolia. Il suo titolo, a questo riguardo, era quello di "servo degli dei" per antonomasia. Questi principi religiosi configurerebbero l'impero ittita come una confederazione di comunità templari aventi per capo quello della comunità templare di Hattuša.
Sempre secondo questa ipotesi, una volta consolidata questa situazione nella regione anatolica, avrebbe potuto essere conquistato anche il resto del mondo. Dove vi fossero comunità templari, sarebbero state costrette a riconoscere il re ittita come "servitore" del rispettivo dio. Se le città-Stato fossero state diversamente organizzate, sarebbero state espropriate ai loro abitanti e ridotte a città templari, proprietà del dio locale, amministrabili in sua vece dal re ittita.
Il "servizio" reso dal re agli dei sarebbe stato una sublimazione dell'originario servizio templare (che consisteva sostanzialmente nel dare alla divinità la sua spettanza come proprietaria del suolo su cui viveva la comunità). Il re,invece, avrebbe offerto la sua azione regale: le sue imprese, le sue conquiste. E così come era scrupolosamente registrato presso ogni tempio qualsiasi prodotto destinato al dio, il re avrebbe registrato ogni sua azione, sia imprese belliche sia cerimonie o altro, che avrebbe dedicato agli dei annualmente. In teoria, annualmente il re avrebbe anche dovuto recarsi in pellegrinaggio a tutti i templi dell'impero per formalizzare il servizio divino da cui derivava il suo potere.

### Il pantheon ittita
Di qui la caratteristica del politeismo ittita, condivisa con altre culture, per il quale gli dei non erano rappresentazioni di realtà universali, ma di località. 
Divinità nazionale dell'impero era un dio sovrano con caratteri del "dio della tempesta" siriano; il suo nome era indicato con l'ideogramma IM, poi U, comune a vari dei di località diverse (in una lista, troviamo ben 21 U.). Evidentemente ogni U si distingueva dall'altro non per una diversa natura, ma per una diversa sede di culto, e quindi serviva a identificare un territorio. 
Lo stesso vale per la divinità indicata con l'ideogramma mesopotamico UTU (sole). Risulta esserci più di un UTU, e UTU era anche la dea-sole della città di Arinna, la quale, nella sistemazione teologica ittita, appariva come sovrana e sposa del dio della tempesta. Ai piedi di questa dea venivano deposti, come offerta agli dei, gli atti che registravano le imprese del re.
Il pantheon ittita era così composto di divinità dall'origine più varia e non rifletteva una visione del mondo, ma piuttosto le suddivisioni territoriali dell'impero, traendo la sua formazione dall'accumulo successivo di divinità dovuto alle conquiste. 
Il "servizio" agli dei, che giustificava la presenza ittita in Anatolia, comportava il massimo adeguamento alla volontà divina, il che si otteneva mediante un gran numero di tecniche divinatorie, tra cui si ricorda, per la sua importanza, l'ornitomanzia, ossia la consultazione del volo e del comportamento degli uccelli.
Il peccato per eccellenza (anzi il reato, data la sua punibilità per il codice penale) era la trasgressione alle norme o agli ordini divini. La ricerca e l'espiazione di eventuali trasgressioni essendo di fondamentale importanza, acquistò particolare rilievo l'istituto della confessione pubblica sotto forma di preghiera.
L'idea stessa del peccato si evolse in un dio, Wastulassis, che assieme ad altre divinità astratte come Hantassas (equità) e Istamanassas (esaudimento), a differenza degli altri dei territoriali regolava i rapporti tra uomini e dei, e quindi il comportamento umano.

### La mitologia
Della ricca mitologia ittita si ricordano i due miti più estesi: quello del dio Telipinu (identificato solitamente con il mesopotamico Tammuz, il quale scompare provocando la sterilità della terra, ma poi è costretto a tornare e a ristabilire l'ordine) e quello della lotta vittoriosa del dio dell'ordine (il "dio della tempesta") contro il serpente Illuyanka, personificante le forze del caos.
Un terzo mito, quello dell'evirazione del dio-cielo (il mesopotamico Anu) da parte del dio Kumarbi, va ricordato in quanto, anziché riallacciarsi alla tradizione mesopotamica, trova un singolare riscontro nel mito greco della evirazione di Urano da parte di Crono. Un distacco dalla tradizione mesopotamica, che presso gli Ittiti è presente nelle idee sull'aldilà, nei rituali, negli scongiuri, nelle formule magiche, ecc., si ha anche nella pratica funeraria dell'incinerazione.

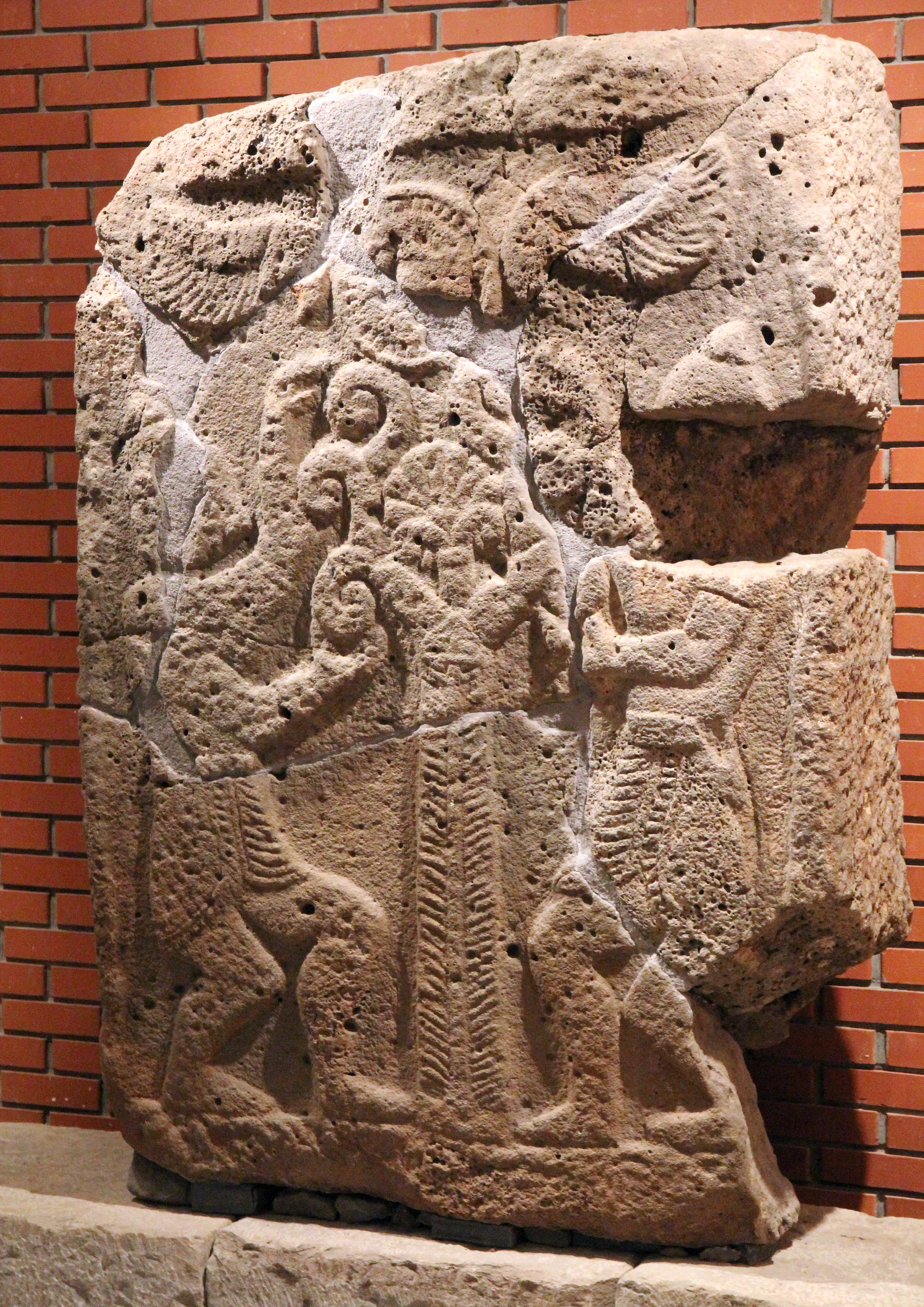
Reperto archeologico ittita dalla fortezza di Karatepe: due figure, sotto il disco solare, danzano attorno all'albero della vita

## Architettura
L'architettura ittita, su cui agì, oltre all'influsso siriaco, una conoscenza più o meno diretta di quella mesopotamica, è nota soprattutto attraverso gli scavi di Bogazköi (o Bogazkale) (l'antica Hattuša), Alacahöyük, Yazılıkaya, che hanno riportato alla luce templi, palazzi e fortificazioni del periodo imperiale (circa 1400 - 1200 a.C.). 
Gli Ittiti erano molto abili nella costruzione di fortificazioni e conoscevano le migliori tecniche per erigere mura spesse e resistenti. Poderose mura urbane (Bogazkale, Alacahöyük), con imponenti porte incassate fra torrioni, racchiudevano le città ed altre mura aggiuntive circondavano palazzi reali e templi. Questi erano strutturati in maniera analoga: una parte inferiore composta di grossi blocchi squadrati (o massicce lastre poste verticalmente) in basalto, ed una parte superiore in mattoni crudi e travi di legno. La pianta della maggior parte degli edifici era asimmetrica.
L'architettura templare, come è illustrato dai cinque templi di Bogazkale, contemplava la presenza di un cortile circondato da numerosi ambienti, di una sala del trono e di una cella per il simulacro della divinità. Inoltre erano presenti vestiboli a colonne e si presume la presenza di finestre di grandi dimensioni.

## Arte
La scultura, monumentale ma non priva di originalità e caratterizzata da una certa vivacità di resa plastica, è documentata dai rilievi rupestri (il maggior ciclo è quello del santuario di Yazilikaya, con processione di divinità), dagli ortostati a rilievo (porta di Alacahöyük, con processione di sacerdoti e offerenti guidata dall'imperatore e dall'imperatrice) e dai rilievi che ornano le porte urbane (protomi leonine e sfingi a Bogazkale e Alacahöyük).
Interessanti appaiono anche le manifestazioni delle arti minori, in particolare i sigilli cilindrici finemente intagliati, le statuette-amuleto d'oro e d'argento riproducenti in piccolo le statue cultuali dei templi, e la ceramica, monocroma o dipinta a decorazione geometrica, rappresentata prevalentemente da vasi a forma di animale.

## Lingua
Lo studio della storia di questo popolo non può essere separato dallo studio dei popoli limitrofi, per le forti influenze reciproche, testimoniate dal gran numero di lingue in cui è scritto il materiale ittita (sumero, accadico, ittita, luvio, ugaritico ecc.). Questa molteplicità di lingue può significare che il regno ittita fosse abitato da popoli diversi. 
Gli Ittiti parlavano una lingua indoeuropea di ceppo anatolico, di cui non si conosceva nulla fino alla fine dell'Ottocento.
L'affermazione del nesita (o ittita) come lingua più diffusa nel regno può essere spiegato con il fatto che questa lingua si fosse già diffusa dalla città di Neša (Kanesh) alla maggior parte dell'Anatolia ancora ai tempi delle colonie commerciali assire (i karum) come lingua internazionale del commercio, oppure con il fatto che fosse usata dalla famiglia reale e dagli amministratori del regno come lingua della classe dominante.

### La scoperta della lingua ittita
Tra il novembre 1891 e il marzo 1892, a Tell el-Amarna, l'archeologo inglese Flinders Petrie, scavando l'archivio del faraone Amenofi IV, si imbatté, oltre alle consuete tavolette redatte in accadico cuneiforme, in due esemplari, sempre in cuneiforme, che vennero chiamati Lettere di Arzawa, dal nome della località di destinazione, una regione dell'Anatolia occidentale. I fonemi di queste lettere non corrispondevano a nessuna lingua conosciuta.
Nel 1893 l'archeologo francese Ernest Chantre scoprì nel villaggio di Boghazköi, nell'Anatolia centrale, frammenti di tavolette redatti nella stessa lingua misteriosa e li pubblicò, ma il fatto rimase inosservato.
Nel 1905 l'orientalista tedesco Hugo Winckler e il turco Theodore Makridi Bey ispezionarono il sito archeologico sopra il villaggio riuscendo a recuperare nuove tavolette redatte nella lingua sconosciuta. Nel 1906 fu trovata una tavoletta bilingue, redatta anche in antico egizio, per cui i due orientalisti riuscirono a tradurne il contenuto, scoprendo che corrispondeva al già noto trattato concluso tra il faraone Ramses IV e il re ittita Hattušili I. Divenne così chiaro che quelle tavolette erano redatte in lingua ittita.
Dal 1915 il professore ceco Bedřich Hrozný iniziò a cercare di tradurre i termini ittiti allora noti: partendo dal già noto sumerogramma NINDA (ossia pane) intuì che il termine ittita ezzatenni, che lo precedeva, dovesse corrispondere all'imperativo di mangiare, ossia tu mangerai: tu mangerai il pane. Paragonando il verbo con le altre lingue semitiche si rese conto che l'Ittita dovesse essere un idioma indoeuropeo. Il termine era infatti facilmente riconducibile a ezzan in antico tedesco, essen in medio-alto tedesco, eděre in latino e infine eat in inglese; con significato affine, ossia mangiare.